# 刑部岬
刑部岬（ぎょうぶみさき）は、屏風ヶ浦南端に位置する千葉県旭市の太平洋に突出する岬。県立九十九里自然公園の園地として上永井自然公園が整備され、飯岡灯台、飯岡刑部岬展望館がある。岬からの眺望は日本夜景遺産、日本の夜景100選、日本の夕陽・朝日百選、関東の富士見百景に選定されている。

## 概要
九十九里浜東端（西側）、銚子市からつづく切り立った断崖、屏風ヶ浦の南端（東側）に位置する。高さは65メートルで、下には飯岡漁港から九十九里浜が弓状に連なり、太東崎まで66キロメートルの砂浜が続いている。岬の周辺は県立九十九里自然公園の上永井自然公園施設として整備され、飯岡灯台や飯岡刑部岬展望館〜光と風〜などがあり、冬場は天気が良ければ富士山が見え、2月下旬は条件が良ければ富士山頂に夕陽が沈むダイヤモンド富士が見えるとされている。
周囲には『あしたのジョー』のキャラクターの石像がある。作者のちばてつやが飯岡町（現在の旭市）に在住していた時期があるための縁である。また、近辺には軽食の店やレストラン、宿泊施設がある。

## 施設
- 飯岡灯台
- 飯岡漁港
- 上永井自然公園
  - 遊具広場
  - 希望の鐘[10]
  - 飯岡刑部岬展望館

## 飯岡刑部岬展望館

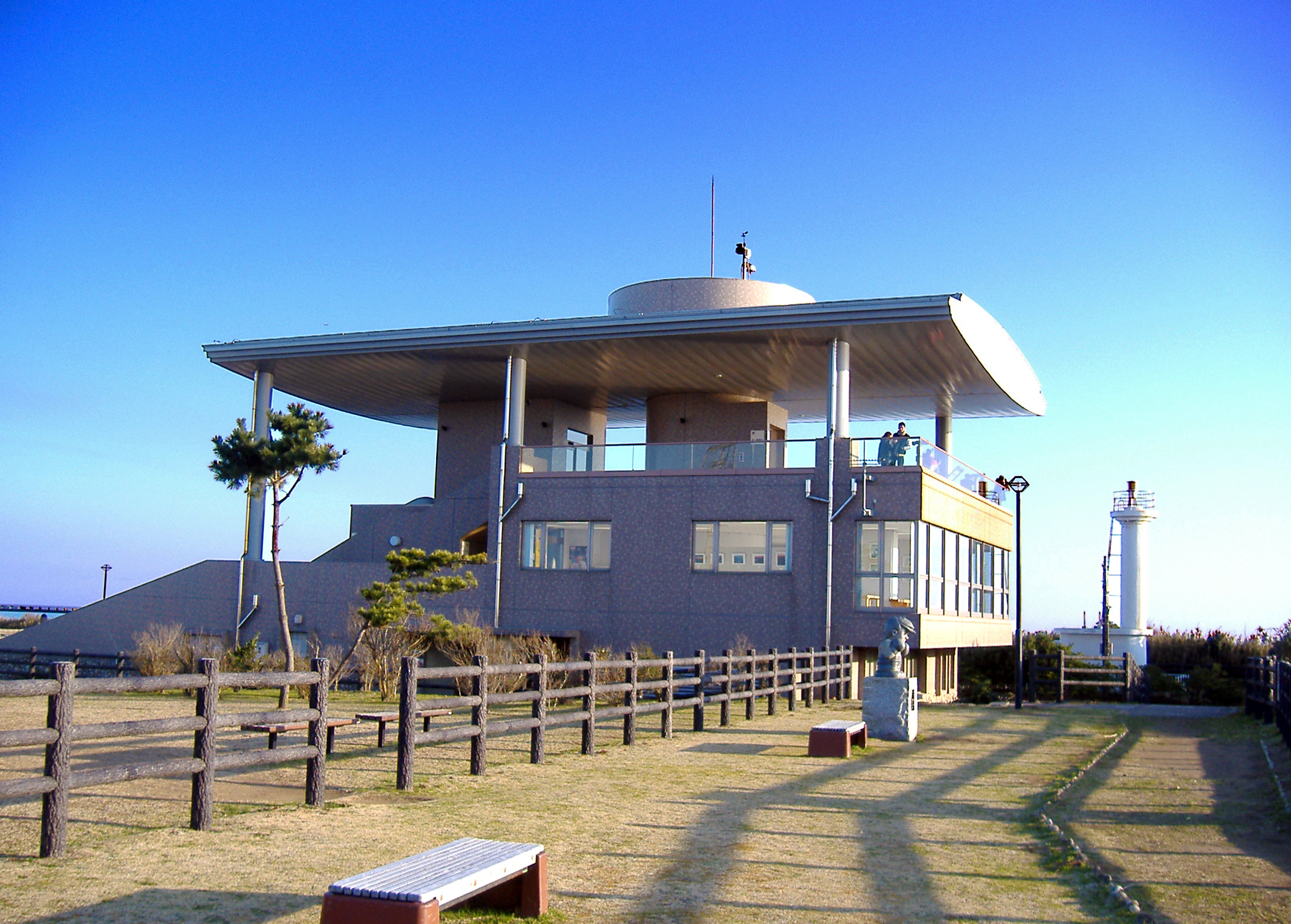
飯岡刑部岬展望館と飯岡灯台

飯岡刑部岬展望館（いいおかぎょうぶみさきてんぼうかん）は、千葉県立九十九里自然公園の上永井自然公園施設として整備された展望館。正式名称は飯岡刑部岬展望館〜光と風〜。
2001年（平成13年）にオープンし、1階に多目的室とトイレ、2階にパノラマ展示室、3階に光と風のデッキ、最上階（屋上）に展望台が整備されている。展望館を利用する研修旅行団体、学校児童生徒を対象に環境学習プログラムとして15 - 30分程度のガイドサービスも行っている。
- 1階
  - 多目的室 - 30人規模の講座や会議等での利用が可能となっている。
- 2階
  - パノラマ展示室 - 壁面または展示パネルに写真、絵画等の展示に貸し出し可能となっている。
- 3階
  - 光と風のデッキ - 24時間観覧可能で、無料で見ることができる双眼鏡が設置されている。
- 屋上
  - 屋上展望台 - 展望台は小さいものの360度のパノラマを堪能できる。

### 眺望

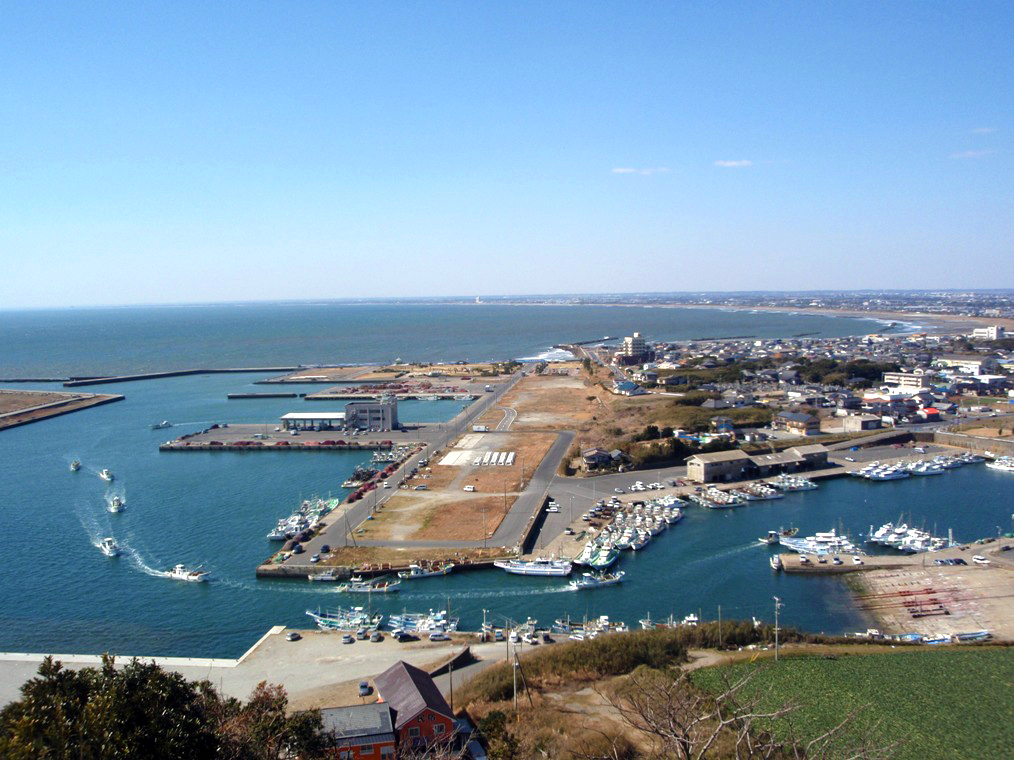
飯岡漁港・九十九里浜方面
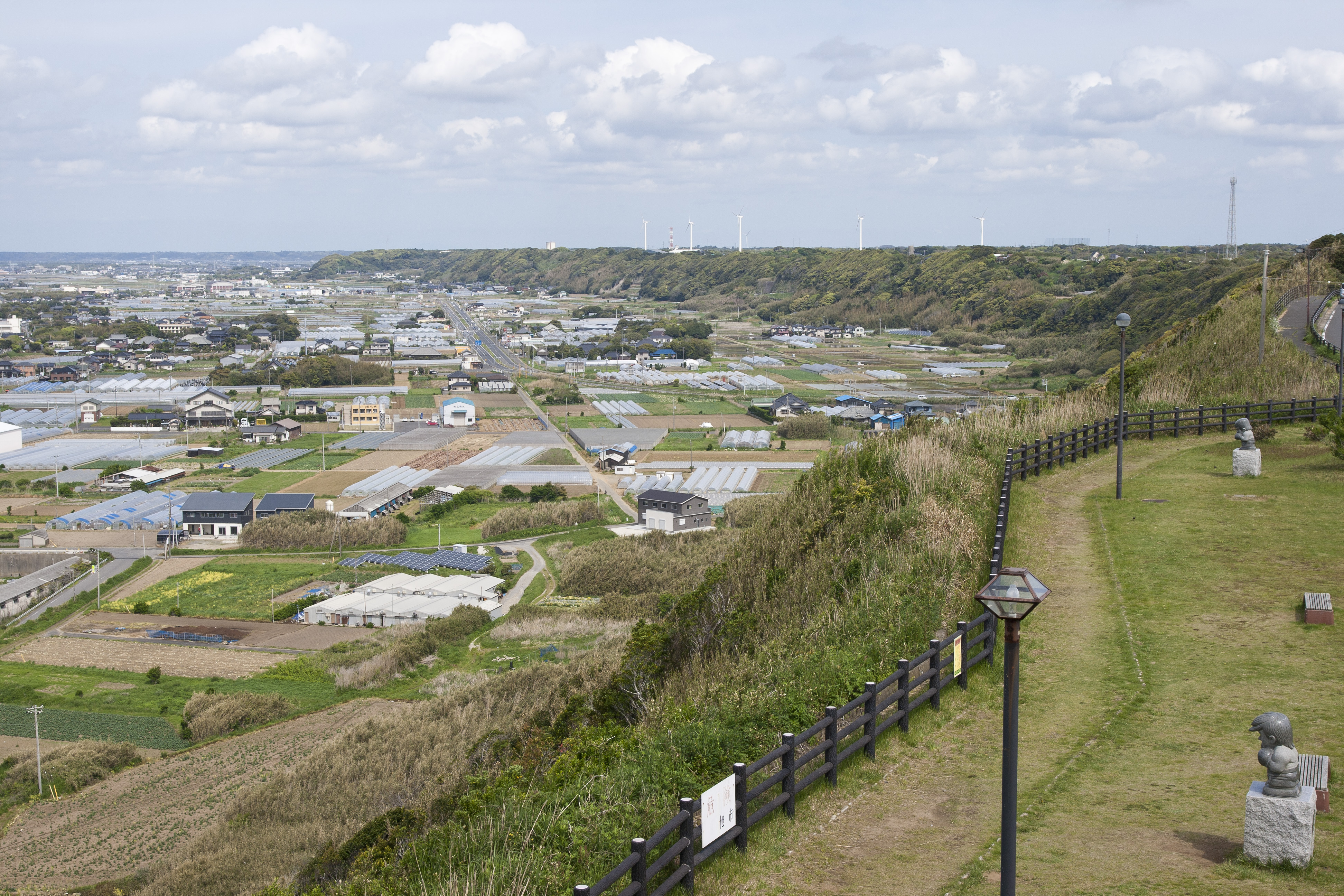
下総（北総）台地方面
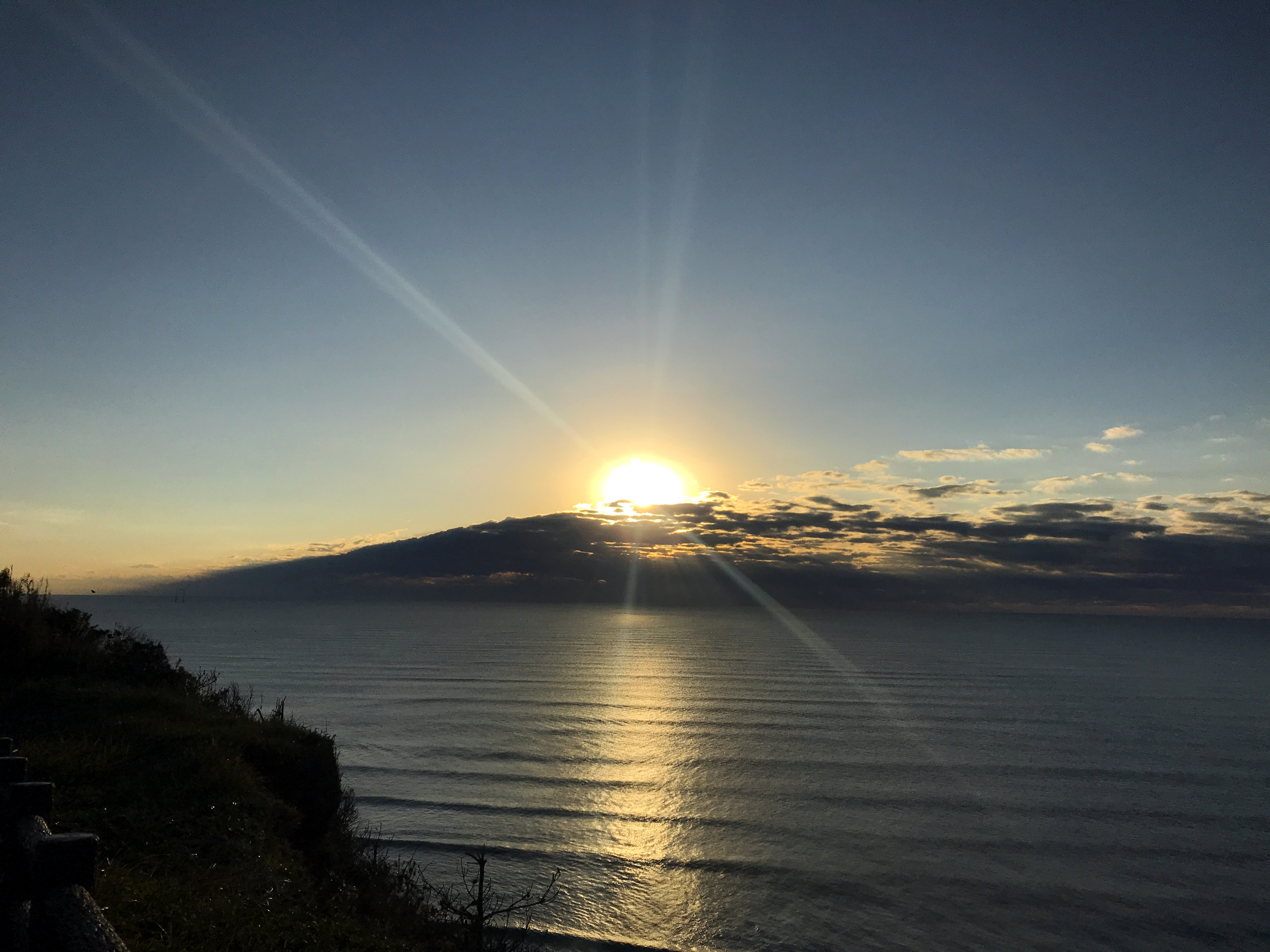
太平洋方面（初日の出）

## アクセス
- 公共交通機関
  - 旭駅（JR総武本線）下車、千葉交通バス（陣屋町行）より、飯岡灯台入口下車、徒歩約10分。
- 自動車
  - 横芝光インターチェンジ（銚子連絡道路）から国道126号経由。
  - 無料駐車場あり、大型バスも駐車可能。